# 摩根鎮區 (愛荷華州哈里森縣)
摩根鎮區（英語：Morgan Township）是位於美國愛荷華州哈里森縣的一個行政鎮區。

## 地方資料
根據2010年美國人口普查的數據，摩根鎮區的面積為61.17平方千米，當中陸地面積為59.90平方千米，而水域面積為1.17平方千米。當地共有人口680人，而人口密度為每平方千米11.12人。